# Bad Wurzach
Bad Wurzach település Németországban, azon belül Baden-Württembergben. Lakosainak száma 15 083 fő (2023. december 31.). Bad Wurzach Bad Waldsee, Aichstetten, Aitrach, Wolfegg, Leutkirch im Allgäu és Kißlegg községekkel határos.

## Népesség
A település népessége az elmúlt években az alábbi módon változott:
| Lakosok száma | 11 672 | 14 316 | 14 662 | 14 651 | 14 827 | 15 061 | 15 083 |
|               | 1975   | 2014   | 2017   | 2019   | 2021   | 2022   | 2023   |